# Ibrahim Souss
Ibrahim Souss (Gerusalemme, 1945) è uno scrittore palestinese, e un personaggio politico di primo piano.

## Biografia
Ibrahim Souss ha compiuto i suoi studi presso l'Institut d'études politiques e alla École Normale de Musique di Parigi, nonché al Royal College of Music di Londra. È dottore in Scienze Politiche all'Università di Parigi. Oltre alla professione politica, porta avanti la sua carriera musicale come pianista compositore e quella letteraria come poeta, romanziere e saggista politico.
È stato rappresentante in Francia dell'OLP, all'UNESCO dal 1975 al 1980 e ambasciatore di Palestina in Senegal dal 1983 al 1985. Nel 1998 è diventato vicedirettore generale, nonché direttore regionale del Centro Internazionale del Lavoro. Nel 2003 ha occupato il posto di vicerettore dell'università Al-Qods di Gerusalemme. Oggi insegna Scienze politiche presso diverse Università – tra le altre l'Institut Catholique d'Études Supérieures (Ices) di Roche sur Yon – e scuole europee, tra cui l'Accademia Militare di Saint Cyr Coëtquidan, la Geneve School of Diplomacy e la Webster University.

## Opere
- Lontano da Gerusalemme, romanzo, 1997 (Loin de Jérusalem, 1998)
- Les Fleurs de l'olivier (I fiori dell'ulivo, poesie, 1985, non ancora pubblicato in Italia)
- Le rondini di Gerusalemme, romanzo, 2002 (Le retour des hirondelles, 1997)
- Lettera a un amico ebreo, saggio letterario, 2008 (Lettre à un ami juif, 1988)
- All'ombra delle rose, romanzo, 2009 (Les roses de l'ombre, 1989)
- Goliath (Golia, poesie, 1989, non ancora pubblicato in Italia)
- De la Paix en général et des Palestiniens en particulier (Della pace in generale e dei palestinesi in particolare, saggio, 1991, non ancora pubblicato in Italia)
- Au commencement était la pierre (In principio fu la pietra, saggio, 1993, non ancora pubblicato in Italia)
- Dialogue entre Israël et la Palestine (con Zvi El-Peleg) (Dialogo tra Israele e Palestina, saggio, 1993, non ancora pubblicato in Italia)
- Les Rameaux de Jéricho (I ramoscelli di Gerico, poesie, 1994, non ancora pubblicato in Italia)